# Lepidium peruvianum
Lepidium peruvianum es una planta herbácea anual, sufrútice y arrosetada, de raíz tuberosa. Es la única Brassicaceae (Crucífera) domesticada en los Andes. Es una especie que se cultiva en el piso bioclimático llamado Puna entre los 3 850 a 4 850 metros sobre el nivel del mar, estando originalmente restringida a los departamentos de Junín y Pasco, en la Cordillera de los Andes Centrales del Perú, donde es conocida tradicionalmente como maca.
Lepidium peruvianum, está considerad un sinónimo de Lepidium meyenii Walp.

## Taxonomía
En 1990 la botánica Gloria Chacón de Popovici describió la maca domesticada y ampliamente cultivada Lepidium peruvianum, como una especie diferente de Lepidium meyenii. Otros botánicos dudan hoy de esta distinción. El nombre latino reconocido actualmente por el USDA sigue siendo únicamente Lepidium meyenii. Hay un debate aún en curso acerca de la nomenclatura correcta, y sobre si la distinción entre L. meyenii y L. peruvianum botánicamente es correcta o si son la misma especie.

## Descripción
La maca (Lepidium peruvianum Chacón) presenta una raíz tuberosa, con numerosas vellosidades radicales. De una misma planta madre o semillera se producen indistintamente raíces de cuatro colores diferentes: blanco, amarillento, púrpura y negro. La raíz seca tiene de diámetro 2,5 a 3 cm y una longitud aproximada de 3 a 3,5 cm. Del tallo, prácticamente acaule, nacen hojas basales fuertemente pecioladas y bipinnatifidas. Tras 6 meses de su germinación, las hojas empiezan a caer a medida que desarrolla ramas decumbentes de 20 a 35 cm de longitud formando una roseta de 40 a 70 cm de diámetro. La flor es completa, pequeña, actinomorfa e hipoginea: el cáliz con 4 sépalos libres y persistentes, la corola con 4 pétalos libres de color blanco, 2 estambres fértiles y 4 estériles, el pistilo con el estigma globoso, el estilo delgado y corto, y el ovario supero. El botón floral presenta la fórmula: K 2-2; Co 4, A 2-4; G. La inflorescencia es en racimo simple y presenta también flores axilares pedunculadas. El fruto es una silícula formado por 2 carpelos separado por el septum, típico de la  familia Crucífera o Brassicaceae. La semilla es campilótropa, caracterizada por la proximidad del micrópilo y el funículo, de color pardo rojizo a oscuro cuando está sin la broza o valvas que la cubren.

## Historia
La Maca es cultivada en las regiones de Junín y Pasco (Perú), al menos, desde 2000 años antes de Cristo, según demuestran los estudios arqueológicos realizados en la región.

## Cultivo y preparación tradicional
La temporada de siembra se produce desde septiembre hasta diciembre y la época de la cosecha a los 7- 8 meses. Las raíces se recogen una a una, luego se limpian y lavan con agua. Se dejan secar al sol durante 15 a 20 días en el mes de julio. La parte utilizada es la raíz, que puede ser preparada de la raíz fresca o de la raíz seca. Las raíces frescas tienen un uso histórico como alimento particular usado en la Huatia, preparadas con la ceniza caliente del “ichu”  bajo tierra, en el momento de la cosecha. También se pueden comer cocidas o licuadas en su propia agua, con leche o jugo de frutas y como harinas para hacer pan y galletas. Como es una raíz con gran cantidad de almidón, el valor nutricional de la raíz seca es superior al de otros cereales como el maíz, el arroz y el trigo.

## Características nutricionales
En la Lepidium peruvianum Chacón, se han encontrado los productos de los glucosinolatos, isotiocianatos aromáticos, bencilisotiocianato y el p-metoxi-bencilisotiocianato, identificándose en las hojas y raíces frescas y secas, los aromáticos bencilglucosinolatos (glucotropaeolin) y el p-metoxibencilglucosinolato. Entre los esteroles estudiados por Zheng y cols. (2000) están los ß-sitosterol, campesterol y estigmasterol.
Se han hallado también flavonoides, y antocianinas. Entre los flavonoides encontrados están los flavonoles y la quercetina. La quercetina es un flavonoide que se encuentra presente en pocas plantas como el Geranio, Hipérico, Manzanilla, Ginkgo biloba, siendo considerado como un principio activo antitumoral, neuroprotector además de ser un inhibidor natural de la Tirosinquinasa(TKN), de la ornitina descarboxilasa (ODC), de la PKcs, de la 5 Lipoxigenasa, de la Fosfolipasa A2, de las PI3K e PI4P-5K, entre otras.

Asimismo, se han identificado ácidos grasos poliinsaturados como el ácido palmítico, linoleato de etilo, linolenato de etilo y palmitato de etilo. Contiene también las vitaminas A B1, B2, B3, C, B9 (ácido fólico) y B12. Otro análisis químico reveló la presencia de hasta 31 minerales entre los que destacan la concentraciones de potasio y hierro.

## Taxonomía
Lepidium peruvianum fue descrita por Gloria Chacón Roldán y publicado en Revista Peruana de Biologia 3: 202. 1990.
Etimología
Lepidium: nombre genérico que deriva del griego, y significa "pequeña escama", en referencia al tamaño y forma de los frutos (silicuas).
peruvianum: epíteto geográfico que alude a su localización en Perú.